# Charles Scerri
Charles Scerri (ur. 29 maja 1964) – piłkarz maltański grający na pozycji pomocnika. W swojej karierze rozegrał 64 mecze w reprezentacji Malty i strzelił w nich 2 gole.

## Kariera klubowa
Karierę piłkarską Scerri rozpoczął w klubie Floriana FC. W sezonie 1980/1981 zadebiutował w jego barwach w maltańskiej Premier League. W debiutanckim sezonie zdobył z Florianą Puchar Malty. W sezonie 1983/1984 występował w Rabacie Ajax, a w latach 1984–1986 - w Sliemie Wanderers.
W 1986 roku Scerri przeszedł ze Sliemy Wanderers do Hiberniansu FC. W sezonach 1993/1994 i 1994/1995 wywalczył z Hiberniansem dwa tytuły mistrza Malty. W 1994 roku sięgnął też po Superpuchar Malty. Z kolei w sezonie 1997/1998 zdobył z nim Puchar Malty.
W latach 1999–2000 Scerri występował w Ħamrun Spartans. W 2001 roku odszedł do Qormi FC, a w sezonie 2001/2002 grał w St. Andrews FC. W 2002 roku zakończył w nim swoją karierę.

## Kariera reprezentacyjna
W reprezentacji Malty Scerri zadebiutował 12 października 1985 roku w przegranym 2:3 meczu eliminacji do MŚ 1986 z Portugalią, rozegranym w Lizbonie. W swojej karierze grał też w: eliminacjach do Euro 88, MŚ 1990, Euro 92, MŚ 1994 i Euro 96. Od 1985 do 1994 roku rozegrał w kadrze narodowej 64 mecze i strzelił 2 gole.